# Le Fresne-sur-Loire
Le Fresne-sur-Loire is een plaats in het Franse departement Maine-et-Loire en voormalige gemeente van het departement Loire-Atlantique in de regio Pays de la Loire en telt 866 inwoners (2005).

## Geschiedenis
De plaats maakte tot 22 maart 2015 deel uit van het kanton Varades toen dit werd opgeheven en de gemeenten werden opgenomen in het kanton het kanton Ancenis. Op 1 januari 2016 werd Le Fresne-sur-Loire met de gemeente Ingrandes samengevoegd tot de commune nouvelle Ingrandes-le-Fresne-sur-Loire, waartoe Le Fresne-sur-Loire op 23 december 2015 werd overgeheveld van kanton Ancenis, het arrondissement Ancenis het departement Loire-Atlantique naar het kanton Chalonnes-sur-Loire en het arrondissement Angers en het departement Maine-et-Loire, waartoe Ingrandes al behoorde.

## Geografie
De oppervlakte van Le Fresne-sur-Loire bedraagt 6,3 km², de bevolkingsdichtheid is 137,5 inwoners per km².
De onderstaande kaart toont de ligging van Le Fresne-sur-Loire met de belangrijkste infrastructuur en aangrenzende gemeenten.

## Demografie
Onderstaande figuur toont het verloop van het inwonertal.
Le Fresne-sur-Loire · Ingrandes · Saint-Sigismond